# Diascia glandulosa
Diascia glandulosa là một loài thực vật có hoa trong họ Huyền sâm. Loài này được E.Phillips mô tả khoa học đầu tiên năm 1913.